# Kombo-St. Mary Area

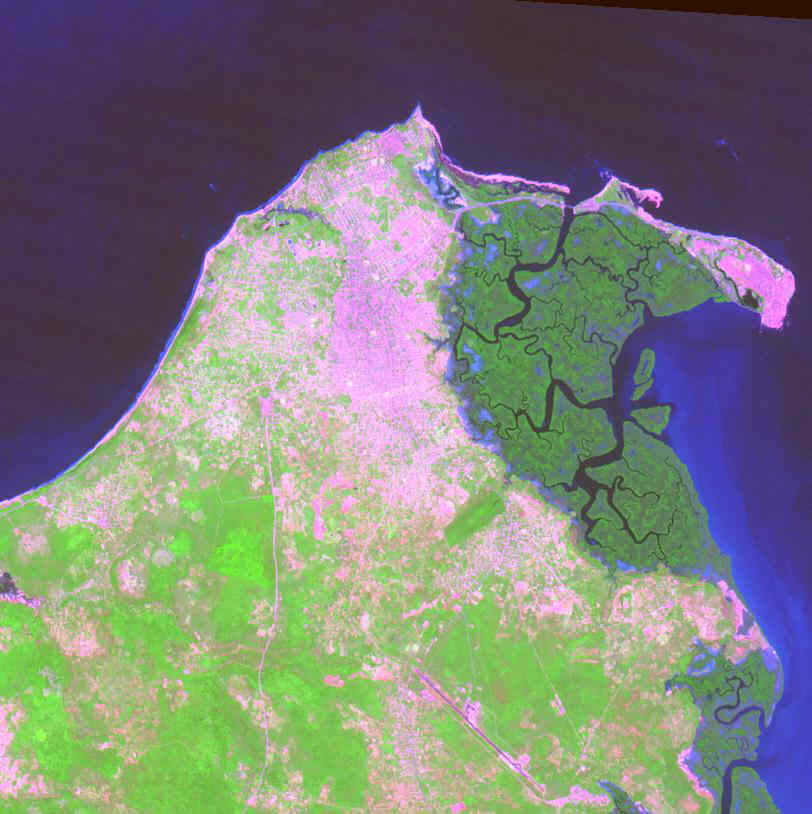
Die Kombo-St. Mary Area vom All aus (die große violette Fläche in der Mitte, westlich der Mangroven)

Die Kombo-St. Mary Area ist eine Agglomeration (Ballungsraum) in der Küstenregion im Westen von Gambia. Die Region ist das Gebiet der Kanifing Municipal.

## Allgemeines
Dieser Ballungsraum bzw. die Region entspricht der Kanifing Municipal mit 76 Quadratkilometern Fläche.
Umgangssprachlich wird oft die Stadt Serekunda, die auch das Zentrum des Ballungsraumes bildet, mit der gesamten Kombo-St. Mary gleichgesetzt. Dieses kommt daher, dass mittlerweile die Stadtgrenzen an vielen Stellen zu den anderen Siedlungen, vergleichbar mit dem Ruhrgebiet, nicht mehr auszumachen sind. Schnell gewachsen ist der Ballungsraum deshalb, weil der Siedlungsraum um Banjul nur sehr begrenzt zur Verfügung stand. Seit 1993 stieg die Zahl der Bewohner von 228.214 auf 404.610 im Jahr 2010.

## Geschichte
Der Name Kombo-St. Mary kommt von dem Cape St. Mary (auch Cape Point), einem Kap im Norden, das wahrscheinlich am Feiertag Mariä Verkündigung von den portugiesischen Seefahrern im 15. Jahrhundert Cabo de Santa Maria benannt wurde.

## Die Siedlungen
In Kanifing liegt der Verwaltungssitz der Local Government Area, außerdem haben sich das Gewerbe sowie die Industrie hier zahlreich angesiedelt. So hat zum Beispiel die Brauerei Banjul Breweries am Anfang der ausgebauten Straße nach Banjul hier ihren Standort. In Serekunda ist der größte tägliche Markt der Region. Bei Bakoteh liegt ein großes SOS-Kinderdorf. In Kololi Beach, Bakau und Kotu befinden sich die wichtigsten touristischen Hotels und Einrichtungen Gambias. Zentrum für den Viehhandel ist Abuko.

## Kultur und Sehenswürdigkeiten
Neben den vielen Kirchen und Moscheen sind vor allem die vielen Gärten und bei Bakau der Botanische Garten und das Heilige Krokodilbecken von Kachikally sehenswert. Die größte Wrestling Arena des Landes wurde südwestlich bei Bakoteh errichtet.